# Uncino

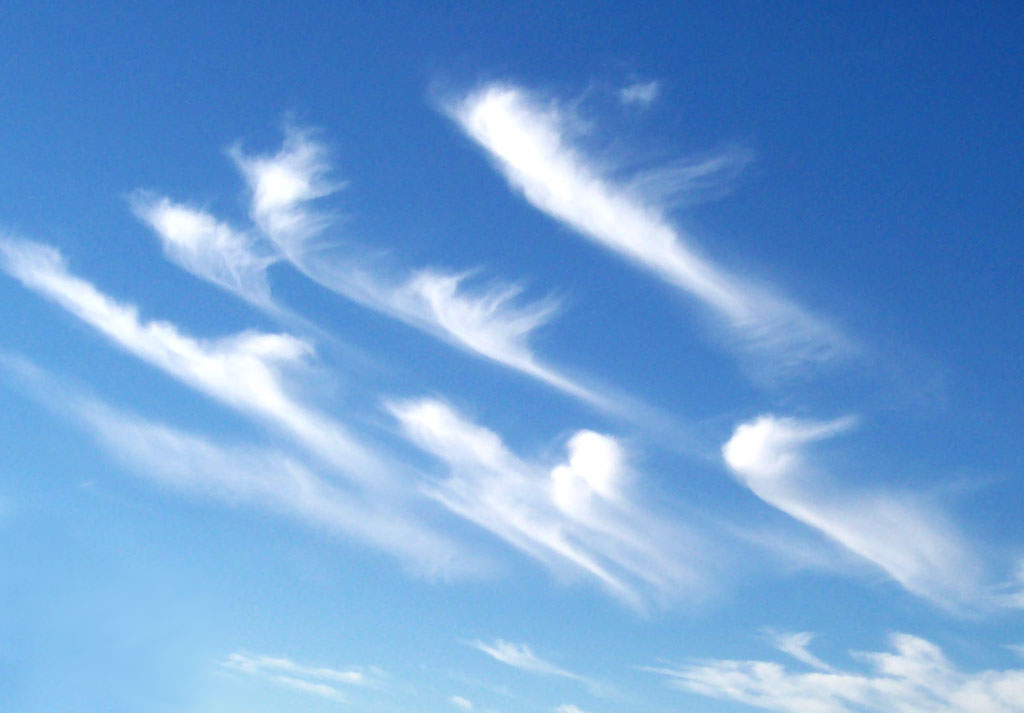
Cirros do tipo Uncinus.

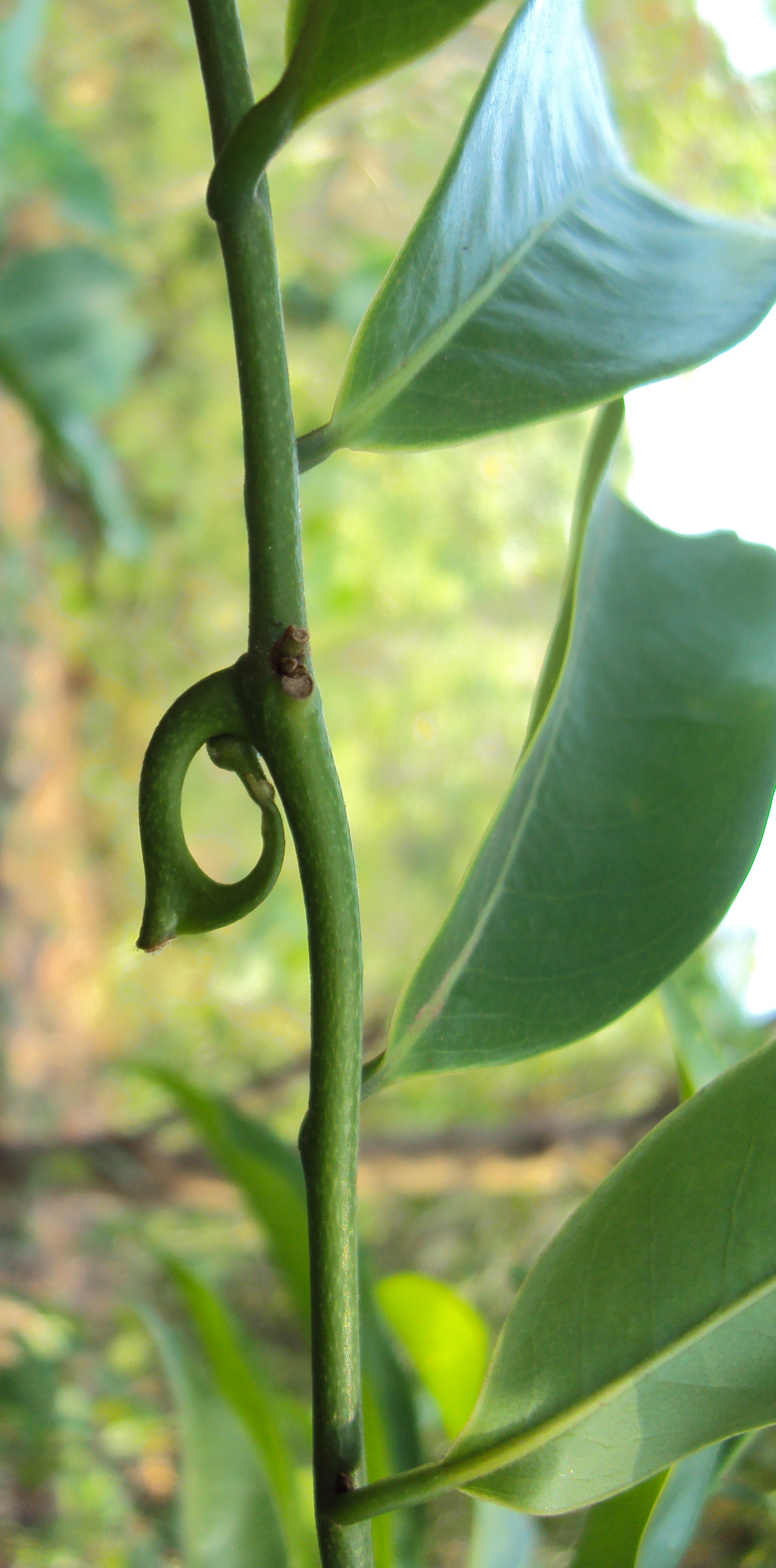
Gancho de Artabotrys hexapetalus, uma hemitrepadora com ganchos (uncinos).

Uncino (do latim uncinus, "gancho") é a dnominação usada em vários campos do saber para designar estruturas em forma de gancho.

## Descrição
Nas ciências biológicas o termo tem o seguinte uso:
- Botânica — o termo «uncino» é de uso muito comum em anatomia vegetal para designar as gavinhas endurecidas em forma de gancho que ocorrem em múltiplas espécies de plantas escandentes (trepadeiras e hemitrepadeiras) para se agarrar ao suporte sobre o qual trepam;
- Zoologia — o termo «uncino» designa diversas microestruturas em forma de gancho com diversas funções de suporte ou de raspagem, sendo o seu uso mais comum na descrição de estruturas radulares.
- Uncinus (género) — designa um género de lepidópteros da família Pyralidae.

Em meteorologia, o termo o termo tem o seguinte uso:
- Uncino (ou «uncinus»), frequentemente abreviado para unc — descreve um tipo de nuvem cirriforme em forma de gancho e sem intumescências semelhantes a cúmulos que frequentemente se tocam num ponto de onde divergem mais ou menos na mesma direção, assumindo geralmente a forma de uma vírgula.

Nas ciências musicais o termo tem o seguinte uso:
- Uncino ou uncinus — um tipo de sinal gráfico usado na composição de neumas nos sistemas de notação musical em uso na Idade Média.